# Jekaterina Dmitrijewna Alexandrowskaja
Jekaterina Dmitrijewna Alexandrowskaja (russisch Екатери́на Дми́триевна Алекса́ндровская; * 1. Januar 2000 in Moskau; † 18. Juli 2020 ebenda) war eine russisch-australische Eiskunstläuferin, die in Wettbewerben für Australien im Paarlauf angetreten ist. Zusammen mit Harley Windsor wurde sie im Jahr 2017 Junioren-Weltmeisterin. Das Paar nahm ebenfalls an den Olympischen Winterspielen 2018 und an den Weltmeisterschaften 2017 und 2018 teil.

## Persönliches
Im Jahr 2016 übernahm Alexandrowskaja die australische Staatsbürgerschaft, um zusammen mit Harley Windsor in Wettbewerben für Australien antreten zu können. 
Im Januar 2020 beendete Alexandrowskaja ihre Karriere als Eiskunstläuferin, nachdem sie die Diagnose Epilepsie erhalten hatte. Am 18. Juli 2020 starb Alexandrowskaja im Alter von 20 Jahren bei einem Fenstersturz in Moskau, der wegen einer hinterlassenen Botschaft als Suizid eingestuft wurde.

## Folgen ihres Todes
Nach dem Suizid von Alexandrowskaja wurde in australischen Medien Kritik an den Umständen geäußert, unter denen sie  im Jahr 2016 von Russland nach Australien wechselte. Im Jahr 2019 wurden Nationenwechsel für Sportler unter 20 Jahren durch eine Regeländerung verboten. Der Präsident der Internationalen Eislaufunion, Jan Dijkema, deutete im August 2020 an, dass im folgenden Jahr wahrscheinlich über Regeländerungen beraten werden müsse, insbesondere über eine Erhöhung des Mindestalters für die Teilnahme an Wettbewerben.

## Ergebnisse
Zusammen mit Harley Windsor:
| Meisterschaft / Jahr            | 2017    | 2018    | 2019    | 2020    |
| ------------------------------- | ------- | ------- | ------- | ------- |
| Olympische Winterspiele         |         | 18.     |         |         |
| Weltmeisterschaften             | 16.     | 16.     |         |         |
| Vier-Kontinente-Meisterschaften | 11.     | 6.      |         |         |
| Grand-Prix-Wettbewerb / Saison  | 2016/17 | 2017/18 | 2018/19 | 2019/20 |
| Cup of Russia                   |         |         | 7.      |         |
| Skate Canada                    |         |         | 7.      |         |
| Skate America                   |         |         |         | 7.      |

Zusammen mit Harley Windsor bei den Junioren:
| Meisterschaft / Jahr           | 2017    | 2018    |
| ------------------------------ | ------- | ------- |
| Weltmeisterschaften            | 1.      |         |
| Grand-Prix-Wettbewerb / Saison | 2016/17 | 2017/18 |
| Grand-Prix-Finale              | 5.      | 1.      |
| Czech Skate                    | 8.      |         |
| Tallinn Cup                    | 1.      |         |
| Riga Cup                       |         | 4.      |
| Baltic Cup                     |         | 1.      |

## Galerie
Alle Bilder zusammen mit Harley Windsor:

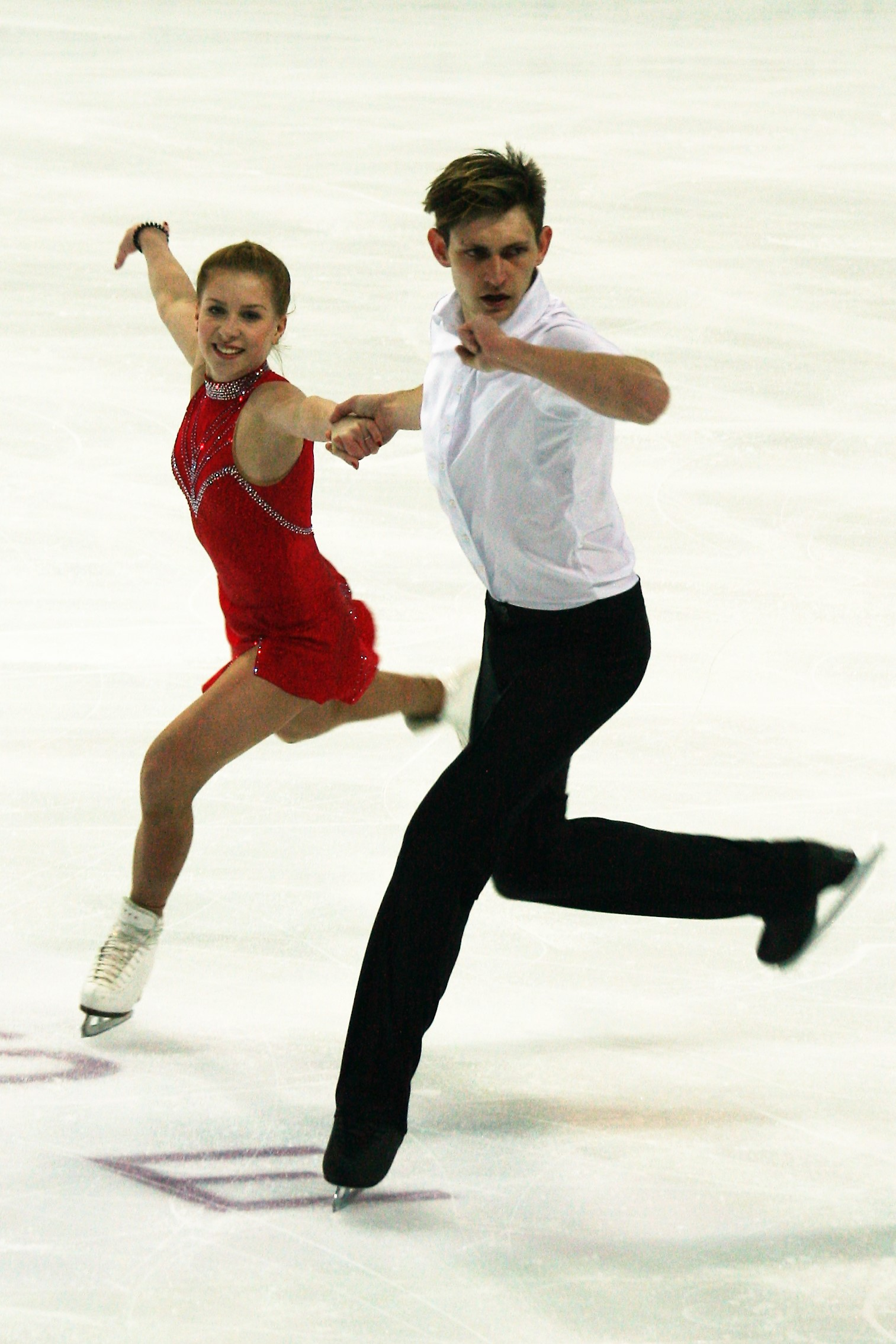
Junior Grand Prix Finale 2016
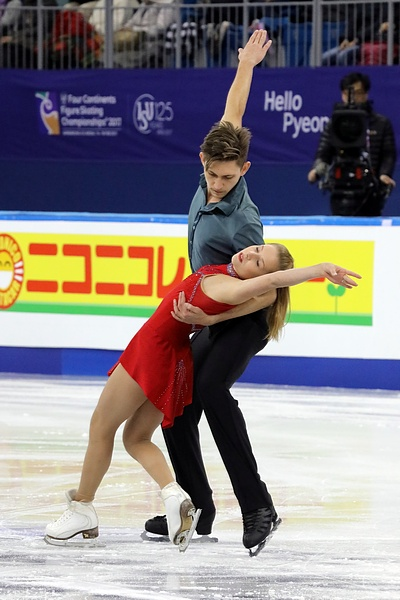
Vier-Kontinente-Meisterschaften 2017
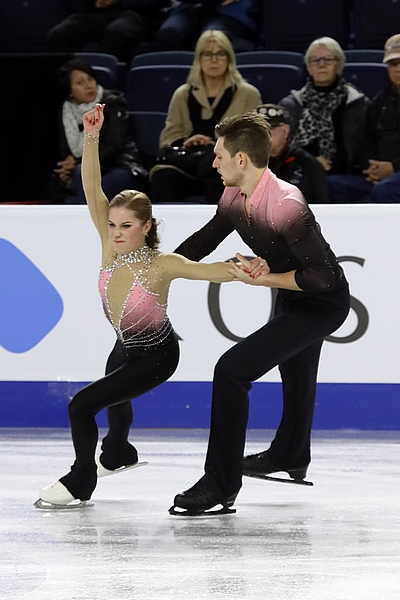
Skate Canada 2018 (Kurzprogramm)
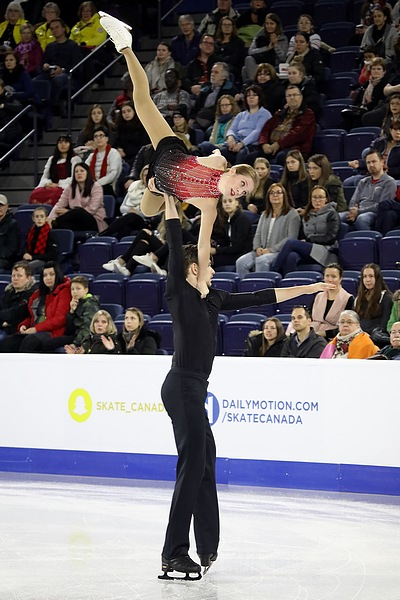
Skate Canada 2018 (Kür)
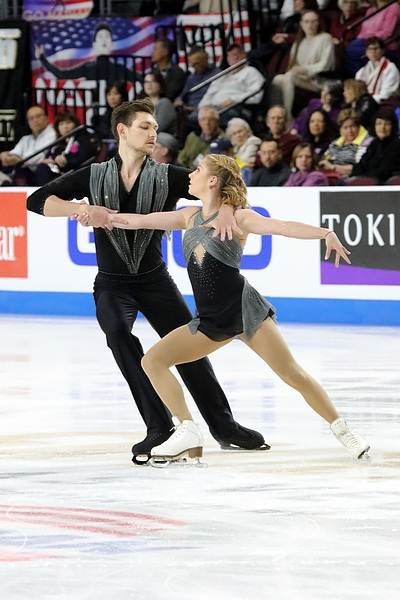
Skate America 2019